# Callichroma seiunctum
Callichroma seiunctum är en skalbaggsart som beskrevs av Schmidt 1924. Callichroma seiunctum ingår i släktet Callichroma och familjen långhorningar. Inga underarter finns listade.